# 马来西亚州议会
州立法议会（缩写为“DUN”），简称为“州议会”，是指马来西亚十三个州属的马来西亚州政府下设的立法机构分支。州立法议会的成员是由在州选举中通过领先者当选制度从单一选区中当选的代表组成。议会有权根据《马来西亚联邦宪法》制定州法律。每个议会的多数党将组成州政府，多数党领袖则成为该州的州务大臣（拥有世袭统治者的州）或首席部长（没有世袭统治者的州）。
州立法议会是一院制的，不像马来西亚国会那样是两院制的。州的世袭统治者或州元首（州长）有权在获得州务大臣或首席部长建议的情况下解散其州立法议会。一旦解散，必须在60天的过渡期内进行选举。通常，州选举与联邦议会选举同时进行，不过在第15届大选后仅剩彭亨、玻璃市和霹雳与联邦同步举行，因各州可以自行决定什么时候举行州立法议会的选举。在正式成为州议员前，州议员必须在州议长面前宣誓就职。该议员必须宣誓并承诺将尽忠职守与忠于州和国并遵守、保护与捍卫宪法。

## 马来西亚州立法议会列表
该列表不包括吉隆坡、布城和纳闽，因为它们是联邦直辖区，不设有州立法议会，由联邦政府直接管理，隶属于联邦直辖区局，以及相应的地方政府，即吉隆坡市政局、布城管理局和纳闽管理局。
| 州属（及议会） | 席位数（2024） | 人口数（2020） | 人口/席位 | 执政党/联盟 | 执政党/联盟        | 政府领袖          | 议长 | 议长              | 反对党/联盟 | 反对党/联盟        | 反对党领袖      |
| -------------- | -------------- | -------------- | --------- | ----------- | ------------------ | ----------------- | ---- | ----------------- | ----------- | ------------------ | --------------- |
| 柔佛（15届）   | 56             | 4,009,670      | 71,601    |             | 國民陣線           | 翁哈菲兹          |      | 莫哈末卜艾·扎卡西 |             | 希望聯盟           | 曾笳恩          |
| 吉打（15届）   | 36             | 2,131,427      | 59,206    |             | 国民联盟           | 莫哈末沙努西      |      | 祖比尔·阿末       |             | 希望聯盟           | 包旺            |
| 吉兰丹（15届） | 45             | 1,792,501      | 39,833    |             | 国民联盟           | 莫哈末纳苏鲁丁    |      | 莫哈末阿玛阿都拉  |             | 國民陣線+ 希望聯盟 | 莫哈末沙布丁    |
| 马六甲（15届） | 28             | 998,428        | 35,658    |             | 國民陣線+ 希望聯盟 | 阿都拉勿          |      | 依布拉欣杜仑      |             | 国民联盟           | 亚迪兹          |
| 森美兰（15届） | 36             | 1,199,974      | 33,333    |             | 國民陣線+ 希望聯盟 | 阿敏努丁·哈仑     |      | MK依布拉欣        |             | 国民联盟           | 莫哈末尼法      |
| 彭亨（15届）   | 47             | 1,591,295      | 37,888    |             | 國民陣線+ 希望聯盟 | 旺罗斯迪          |      | 莫哈末沙卡        |             | 国民联盟           | 端依布拉欣·端曼 |
| 槟城（15届）   | 40             | 1,740,405      | 43,510    |             | 國民陣線+ 希望聯盟 | 曹观友            |      | 刘子健            |             | 国民联盟           | 莫哈末弗兹      |
| 霹雳（15届）   | 59             | 2,496,041      | 42,306    |             | 國民陣線+ 希望聯盟 | 沙拉尼            |      | 查希卡立          |             | 国民联盟           | 拉兹曼·扎卡里亚 |
| 玻璃市（15届） | 15             | 284,885        | 18,992    |             | 国民联盟           | 莫哈末苏克里·南利 |      | 鲁斯里艾山        |             | 希望聯盟           | 颜艾菱          |
| 沙巴（16届）   | 73             | 3,418,785      | 46,833    |             | 沙巴人民联盟       | 哈芝芝·诺         |      | 卡金              |             | 民兴党             | 沙菲益阿达      |
| 砂拉越（19届） | 82             | 2,453,677      | 29,923    |             | 砂拉越政党联盟     | 阿邦佐哈里        |      | 阿斯菲亚          |             | 希望聯盟           | 张健仁          |
| 雪兰莪（15届） | 56             | 6,994,423      | 124,900   |             | 國民陣線+ 希望聯盟 | 阿米鲁丁沙利      |      | 刘永山            |             | 国民联盟           | 阿兹敏阿里      |
| 登嘉楼（15届） | 32             | 1,149,440      | 35,920    |             | 国民联盟           | 阿末山苏里·莫达   |      | 莫哈末·诺韩查     | 不適用      | 不適用             | 不適用          |

## 马来西亚州议员列表

2018-23届在马来半岛的州议会选区（蓝色边框）。

按政党派别划分。

- 1954年至1959年度马来亚州议员列表（英语：List of Malayan State and Settlement Council Representatives (1954–59)）
- 1959年至1964年度马来西亚州议员列表（英语：List of Malaysian State Assembly Representatives (1959–64)）
- 1964年至1969年度马来西亚州议员列表（英语：List of Malaysian State Assembly Representatives (1964–69)）
- 1969年至1974年度马来西亚州议员列表（英语：List of Malaysian State Assembly Representatives (1969–74)）
- 1974年至1978年度马来西亚州议员列表（英语：List of Malaysian State Assembly Representatives (1974–78)）
- 1978年至1982年度马来西亚州议员列表（英语：List of Malaysian State Assembly Representatives (1978–82)）
- 1982年至1986年度马来西亚州议员列表（英语：List of Malaysian State Assembly Representatives (1982–86)）
- 1986年至1990年度马来西亚州议员列表（英语：List of Malaysian State Assembly Representatives (1986–90)）
- 1990年至1995年度马来西亚州议员列表（英语：List of Malaysian State Assembly Representatives (1990–95)）
- 1995年至1999年度马来西亚州议员列表（英语：List of Malaysian State Assembly Representatives (1995–99)）
- 1999年至2004年度马来西亚州议员列表（英语：List of Malaysian State Assembly Representatives (1999–2004)）
- 2004年至2008年度马来西亚州议员列表（英语：List of Malaysian State Assembly Representatives (2004–08)）
- 2008年至2013年度马来西亚州议员列表
- 2013年至2018年度马来西亚州议员列表
- 2018年至2023年度马来西亚州议员列表
- 2023年至2028年度马来西亚州议员列表

## 女性
- 马来西亚州立法议会中的女性议员（英语：Women in state legislative assemblies of Malaysia）

## 注释

沙巴和砂拉越州立法议会选区，按政党派别划分。